# Auriac-Lagast
 Auriac-Lagast  là một xã ở tỉnh Aveyron, thuộc vùng Occitanie ở miền nam nước Pháp.